# 1828
1828 (MDCCCXXVIII) fue un año bisiesto comenzado en martes según el calendario gregoriano.

## Acontecimientos

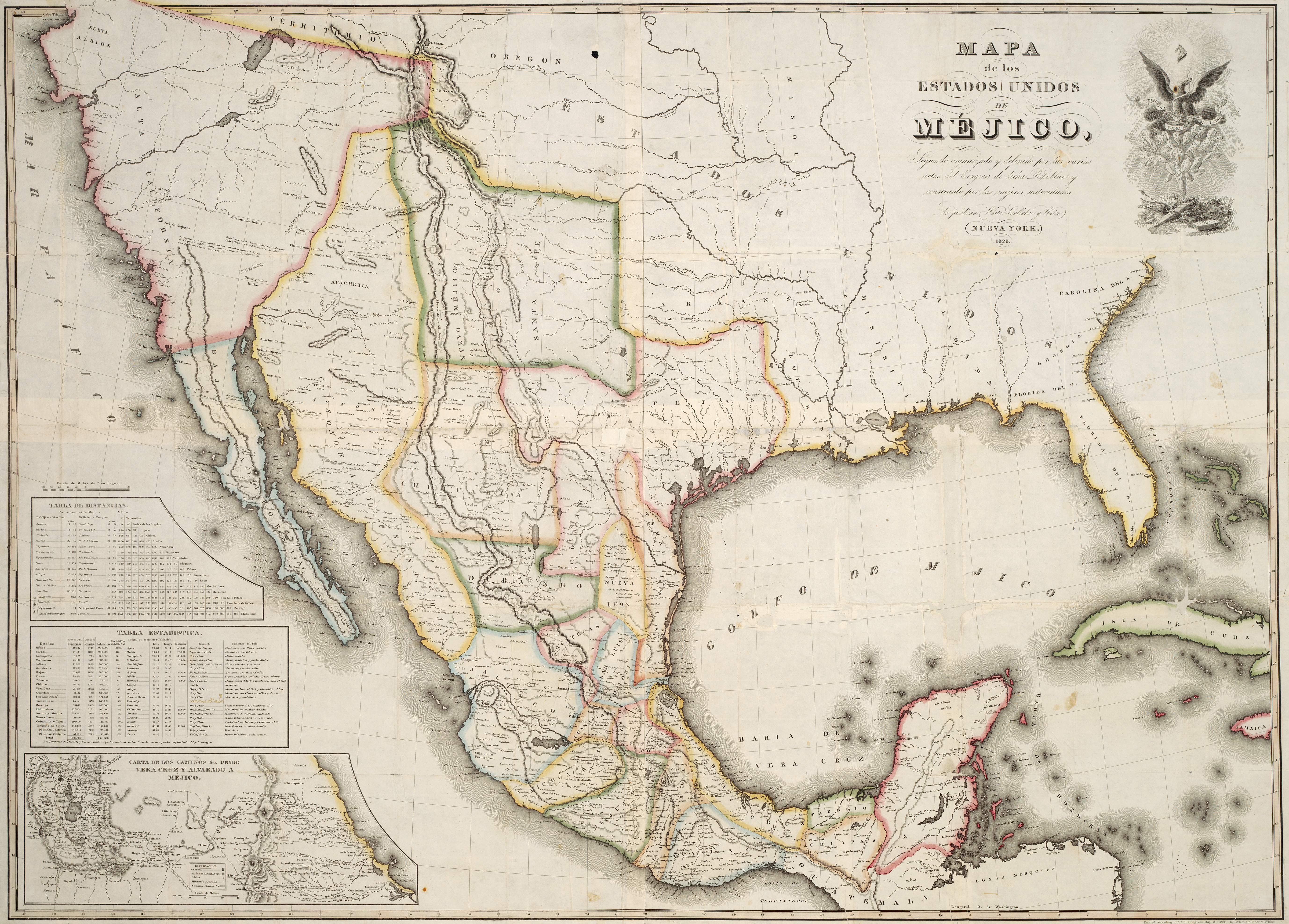
Mapa de México en 1828

### Febrero
- 21 de febrero: el Tratado de Torkmanchay pone fin a la segunda Guerra ruso-persa (1826-1828).

### Abril
- 7 de abril: en el Teatro Carlo Felice (de Génova) se estrena la ópera Bianca e Fernando, de Bellini.
- 11 de abril: en el sur de la provincia de Buenos Aires (Argentina), el coronel Ramón Bernabé Estomba establece la Fortaleza Protectora Argentina, que luego dio lugar a la ciudad de Bahía Blanca.
- 14 de abril: en los Estados Unidos, Noah Webster publica la primera edición de su diccionario, An American Dictionary of the English Language.
- 18 de abril: en Bolivia estalló el Motín de Chuquisaca, donde el Mariscal Antonio José de Sucre sale herido y abandona el cargo de Presidente de Bolivia.

### Agosto
- 27 de agosto: Uruguay es declarado estado independiente mediante la Convención Preliminar de Paz (1828).

### Septiembre
- 25 de septiembre: en Bogotá (Colombia) a se lleva a cabo la Conspiración Septembrina, intento de asesinato del libertador y presidente de la Gran Colombia Simón Bolívar, por parte de opositores a su gobierno.

### Noviembre
- 1 de noviembre: Elecciones presidenciales de Estados Unidos de 1828. El candidato demócrata Andrew Jackson logra la presidencia del país derrotando al Presidente y candidato federalista John Quincy Adams, que no consigue ser reelegido. Jackson gana por un amplio margen de 178 votos electorales frente a los escasos 83 de Quincy Adams.

### Diciembre
- 1 de diciembre: en la provincia de Buenos Aires, los unitarios derrocan al gobernador federalista Manuel Dorrego, lo que reinicia la guerra civil.
- 9 de diciembre: en la Argentina, unitarios y federales libran la Batalla de Navarro.
- 13 de diciembre: en Argentina, el político unitario Juan Lavalle fusila sin juicio previo al gobernador Manuel Dorrego.
- 18 de diciembre: en la ciudad de Sanjō, en la prefectura de Niigata (Japón) se registra un terremoto de 6,9 que deja 1.500 víctimas y daña 21.000 viviendas.

### Fechas desconocidas
- Invasión peruana de Bolivia.

## Ciencia y tecnología
- Lesson describe por primera vez el oso marino de Nueva Zelanda (Arctocephalus forsteri).
- Lesson describe por primera vez el león marino de California (Zalophus californianus).
- Lesson describe por primera vez el rorcual norteño (Balaenoptera borealis).
- G. Cuvier y Lesson describen por primera vez el delfín de hocico estrecho (Steno bredanensis).
- Gray describe por primera vez el delfín de Heaviside (Cephalorhynchus heavisidii).
- Gray describe por primera vez el delfín acróbata (Stenella longirostris).
- Gray describe por primera vez el delfín común de hocico largo (Delphinus capensis).
- Gray describe por primera vez el delfín de flanco blanco del Atlántico (Lagenorhynchus acutus).
- Gray describe por primera vez el delfín de Fitzroy (Lagenorhynchus obscurus).

## Nacimientos

### Enero
- 11 de enero: Miguel Luis Amunátegui, historiador y político chileno (f. 1888).

### Febrero
- 8 de febrero: Julio Verne, novelista francés (f. 1905).
- 8 de febrero: Antonio Cánovas del Castillo, político español (f. 1897).

### Marzo
- 20 de marzo: Henrik Ibsen, dramaturgo noruego (f. 1906).

### Mayo
- 5 de mayo: Albert Marth, astrónomo británico (f. 1897).
- 8 de mayo: Jean Henri Dunant, fundador de la Cruz Roja y premio Nobel de la Paz en 1901 (f. 1910).
- 28 de mayo: Chárbel Makhlouf, religioso maronita libanés (f. 1898).
- 31 de mayo: Oreste Síndici, músico italiano, compositor del himno nacional de Colombia (f. 1904).

### Junio
- 3 de junio: José Inzenga, compositor español (f. 1891).

### Septiembre
- 9 de septiembre: Lev Tolstói, novelista ruso (f. 1910).

### Octubre
- 28 de octubre: Leonardo Murialdo, sacerdote y santo católico italiano (f. 1900).
- 31 de octubre: Sir Joseph Wilson Swan, inventor inglés.

### Noviembre
- 27 de noviembre: Florencio María del Castillo, escritor y periodista mexicano (f. 1863).

### Diciembre
- 31 de diciembre: Fitz James O’Brien, escritor irlandés (f. 1862).

### Fechas desconocidas
- Mariano Belmonte y Vacas, pintor cordobés (f. 1864).

## Fallecimientos

### Abril
- 15 de abril: Francisco de Goya, pintor español (n. 1746).

### Junio
- 21 de junio: Leandro Fernández de Moratín, poeta y dramaturgo español (n. 1760).

### Agosto
- 8 de agosto: Carl Peter Thunberg, explorador, naturalista, y botánico sueco (n. 1743).
- 22 de agosto: Franz Joseph Gall, creador de la frenología (n. 1758).

### Octubre
- 13 de octubre: Vincenzo Monti, poeta italiano.

### Noviembre
- 19 de noviembre: Franz Schubert, compositor austríaco (n. 1797).

### Diciembre
- 13 de diciembre: Manuel Dorrego, político argentino (n. 1787).
- 22 de diciembre: William H. Wollaston, químico británico.